# Ida Jenbach
Ida Jenbach (1868-1941) húngara de nacimiento, fue una dramaturga y guionista cinematográfica húngara y austriaca, activa durante la década de 1920.

## Vida y obra
Ida formó parte del grupo de autores de la farsa espirituosa titulada Opera Ball, que sería representada en el Little Carnegie Playhouse de Nueva York en 1931. El crítico del The New York Times Mordaunt Hall alabó esta comedia tan “ingeniosamente interpretada por los protagonistas”. La Opera Ball (Opernball en alemán) cinematográfica era una película alemana con “carteles escritos en inglés en las escenas para mantener al corriente de lo que estaba pasando a aquellos no familiarizados con el alemán.”
En 1926, Jenbach escribió el guion titulado "The Priest of Kirchfeld" (El Sacerdote de Kirchfeld), basada en una popular obra alemana de Ludwig Anzengruber. La historia tiene un parecido notable con "The Atonement of Gosta Berling". Atacaba la doctrina católica del celibato para sacerdotes y la denegación del entierro para los suicidas. La obra fue y sigue siendo muy polémica.
Jenbach también trabajó en el guion de la sátira distópica de Hugo Bettauer del año 1924 titulada Die Stadt ohne Juden (La ciudad sin judíos).  Esta novela era premonitoria: imaginaba una ciudad que expulsaba a los judíos y confiscaba sus riquezas. Pretendía así mostrar la ridiculez de antisemitismo. Fue la novela más famosa y más vendida de Bettauer, siendo traducida a numerosas lenguas. La novela enfadó a los nazis, y de alguna manera contribuyó a provocar lo que pretendía evitar. Un año más tarde, el miembro del partido nazi Otto Rothstock asesinó a Bettauer. Cuando la versión cinematográfica se estrenó, miembros del partido Nacional Socialista lanzaron bombas fétidas en los cines, y los propietarios de las salas de exhibición a menudo cortaban partes de la película. Esta película era el primer papel importante para el actor estrella alemán Hans Moser. En 1933, algunos comentarios en la prensa alemana señalaron que la película hablaba por sí misma como una acusación contra Adolf Hitler.
Jenbach fue enviada durante el Tercer Reich a un campo de exterminio donde murió. Posteriormente olvidada en gran parte, apenas se ha escrito después sobre su carrera.

## Filmografía seleccionada
- The Field Marshal (1927)
- The Opera Ball (1931)